# Marcin Libicki
 (mars 2019).
Si vous disposez d'ouvrages ou d'articles de référence ou si vous connaissez des sites web de qualité traitant du thème abordé ici, merci de compléter l'article en donnant les références utiles à sa vérifiabilité et en les liant à la section « Notes et références ».
Marcin Wojciech Libicki, né le 2 février 1939  à Poznań dans une famille de la noblesse polonaise (blason Jelita (pl)), est un homme politique polonais conservateur et catholique, membre de Droit et justice (PiS), historien de l'art, membre de la diète de Pologne de 1991 à 1997 puis de 1997 à 2004, député au Parlement européen de 2004 à 2009.

## Biographie
Marcin Libicki fait ses études d'histoire de l'art à l'université Adam-Mickiewicz de Poznań, où il travaille comme enseignant-chercheur de l'obtention de sa maîtrise jusqu'en 1966.
En 1980-1981, il contribue à la création de la branche rurale (pl) de Solidarność en Grande-Pologne. Après 1989, il participe à plusieurs partis politiques conservateurs ou catholiques, notamment Union chrétienne-nationale, Alliance de la droite (en), Droit et justice (PiS) (jusqu'en 2009), Polska Plus et La Pologne est le plus important (PJN). Il siège au Parlement polonais puis au Parlement européen jusqu'en 2009.

## Famille
Marcin Libicki est le petit-fils de Stanisław Libicki (pl), président de la société de crédit à Varsovie, exilé en Sibérie en 1905, commandeur de l'Ordre Polonia Restituta. Son père est Janusz Libicki (pl), avocat, professeur à l'Université de Poznań, officier de l'armée polonaise assassiné en 1940 à Katyń. Il a pour frère le géologue et homme d'affaires Jacek Libicki (né le 28 septembre 1934 à Cracovie), directeur puis président de l'entreprise minière POLTEGOR, consul honoraire de France à Wrocław (1993-2003). Il est le père de Jan Filip Libicki, historien et homme politique, député puis sénateur, handicapé moteur, et de Piotr.